# Santa María de Oló
Santa María de Oló (oficialmente en catalán: Santa Maria d’Oló) es un municipio español de la comarca del Moyanés, Barcelona. Además de la capital municipal, lo forman las entidades de la Frau, el Pla de Gassetes, Raval de Santa Eulàlia, Raval de la Rovirola, Sant Feliuet de Terrassola, San Juan de Oló (Sant Joan d’Oló) y San Vicente de Vilarrasan (Sant Vicenç de Vilaressau).

## Demografía
Santa María de Oló cuenta con una población de 1077 habitantes (INE 2024).
| Gráfica de evolución demográfica de Santa María de Oló entre 1842 y 2021 |
| |
| Población de derecho según los censos de población del INE. Población de hecho según los censos de población del INE.Entre el censo de 1857 y el anterior, crece el término del municipio porque incorpora a Sola. |

| 1900 | 1930 | 1950 | 1970 | 1981 | 1986 |
| ---- | ---- | ---- | ---- | ---- | ---- |
| 1035 | 1094 | 1253 | 1173 | 1098 | 1050 |